# Indice de position sociale
L'indice de position sociale des élèves (IPS) est un outil de mesure quantitatif de la situation sociale des élèves face aux apprentissages dans les établissements scolaires français. Plus l'indice est élevé, plus l'élève évolue dans un contexte familial favorable aux apprentissages. Cet indice est construit à partir des professions et catégories socioprofessionnelles (PCS) des représentants légaux des élèves.
L'indice a été créé en 2016 par la Direction de l'évaluation, de la prospective et de la performance (DEPP) du ministère de l'Éducation nationale. Une mise à jour des valeurs de l'indice a eu lieu en 2022.
Il est utilisé pour décrire les populations scolaires (milieu social plus ou moins favorable et mixité sociale) dans les écoles, collèges et lycées mais aussi pour classer les établissements scolaires et leur attribuer des moyens en conséquence.
L'IPS des écoles et collèges est rendu public en 2022, à la suite d'une décision du tribunal administratif.

## Principe
L'indice de position sociale (IPS) des élèves est un indice sans dimension compris entre 45 et 185. Cet indice a été mis à jour en 2022. Avant cela, l'indice était compris entre 38 et 179.
L'indice est déterminé à partir des professions et catégories socioprofessionnelles des parents utilisées dans le système d'information du ministère de l'Éducation nationale, qui comptait 32 catégories différentes avant la rentrée 2018 (obtenues par sélection des niveaux à 24 postes et à 42 postes de la nomenclature INSEE), et 41 catégories à partir de cette rentrée.
Une grille établie par le ministère permet d'obtenir la valeur de l'indice de position sociale pour chaque couple de professions (père et mère). Cette grille contient 41 × 41 = 1 681 possibilités.
Plus l'indice est élevé, plus le contexte familial de l'élève est favorable à sa réussite scolaire. Il ne s'agit toutefois que d'un indice « moyen » qui ne correspond pas forcément à la réalité de chaque famille considérée de manière isolée.
Cet indice est calculé par l'algorithme Affelnet (Affectation des Élèves par le Net).

### PCS du ministère de l’Éducation nationale
L’Éducation nationale a sa propre catégorisation des professions et activités des parents d'élèves. Celles-ci sont collectées lors de l'inscription des élèves dans les établissements. Cette catégorisation a évolué en 2018 et amené à une deuxième version de l'indice de position sociale.
| Professions et catégories socioprofessionnelles du ministère de l'Éducation nationale |
| ------------------------------------------------------------------------------------- |
| Agriculteurs exploitants                                                              |
| Artisans                                                                              |
| Commerçants et assimilés                                                              |
| Chefs d'entreprise de dix salariés et plus                                            |
| Professions libérales et assimilés                                                    |
| Cadres de la fonction publique                                                        |
| Professeurs, professions scientifiques                                                |
| Professions de l'information, des arts et des spectacles                              |
| Cadres administratifs et commerciaux d'entreprises                                    |
| Ingénieurs et cadres techniques d'entreprises                                         |
| Professeurs des écoles, instituteurs et assimilés                                     |
| Professions intermédiaires de la santé et du travail social                           |
| Clergé, religieux                                                                     |
| Professions intermédiaires de la fonction publique                                    |
| Professions intermédiaires en entreprise                                              |
| Techniciens                                                                           |
| Contremaîtres, agents de maîtrise                                                     |
| Employés civils et agents de service de la fonction publique                          |
| Policiers et militaires                                                               |
| Employés administratifs d'entreprises                                                 |
| Employés de commerce                                                                  |
| Personnels des services directs aux particuliers                                      |
| Ouvriers qualifiés dans l'industrie                                                   |
| Ouvriers qualifiés dans l'artisanat                                                   |
| Chauffeurs                                                                            |
| Ouvriers qualifiés manut. magasin. transp.                                            |
| Ouvriers non qualifiés dans l'industrie                                               |
| Ouvriers non qualifiés dans l'artisanat                                               |
| Ouvriers agricoles                                                                    |
| Retraités agriculteurs exploitants                                                    |
| Retraités artisans, commerçants, chefs d'entreprise                                   |
| Retraités cadres                                                                      |
| Retraités professions intermédiaires                                                  |
| Retraités employés                                                                    |
| Retraités ouvriers                                                                    |
| Chômeurs n'ayant jamais travaillé                                                     |
| Militaires du contingent                                                              |
| Elèves / Étudiants                                                                    |
| Sans profession moins de 60 ans (hors retraités)                                      |
| Sans profession plus de 60 ans (hors retraités)                                       |
| Non renseignée (inconnue ou sans objet)                                               |

### Construction de l'indice
À partir de données issues d'une enquête de 2008 sur un échantillon de 29 544 élèves de sixième, la Direction de l'évaluation, de la prospective et de la performance du ministère de l'Éducation nationale a identifié des variables familiales ayant un effet sur la réussite scolaire des élèves dont :
- le diplôme des parents (mère et père),
- les conditions matérielles (revenus, nombre de pièces du logement, partage de chambre, ordinateur au domicile, accès à Internet),
- le capital culturel (nombre de livres à la maison, présence d'une télévision dans la chambre, le temps passé devant la télévision),
- l'ambition et l'implication des parents (aspirations, conversations sur la scolarité, l'avenir scolaire),
- les pratiques culturelles (sport, concert, théâtre, cinéma, musée, activités extra-scolaires).

L'indice a ensuite été construit en associant une valeur numérique à chaque variable ainsi qu'un poids plus ou moins élevé selon son effet sur la réussite scolaire. Cette méthode de construction est dite par analyse des correspondances multiples.
Enfin, à partir de toutes les valeurs calculées avec les données de l'enquête de 2008, il a été possible de déterminer et standardiser un indice de position sociale (IPS) moyen par élève qui ne dépendait plus que de la profession des parents.
Pour obtenir l'indice de position sociale d'un établissement scolaire français, il faut calculer la moyenne des IPS de tous les élèves de l'établissement.
En 2022, une deuxième version de l'IPS a vu le jour, prenant en compte les données d'un questionnaire administré aux familles en 2020. L'échantillon est de 12 765 élèves qui étaient tous en CP en 2011 et majoritairement en 3e en 2019. Cette nouvelle version a pour conséquence une modification des valeurs de l'indice.

### Transparence
L'indice de position sociale n'était pas public jusqu'en 2022, afin d'éviter, selon le ministère de l'Éducation nationale, « qu’il ne serve d’outil au contournement de la carte scolaire ». En 2022, le tribunal administratif enjoint au ministère de transmettre l'IPS de chaque collège et de chaque classe de CM2 à Alexandre Léchenet, journaliste à La Gazette des communes. Le journaliste avait saisi la Commission d'accès aux documents administratifs mais s'était heurté à trois refus successifs de communication des données.
En octobre 2022, la DEPP du ministère publie sur data.education.gouv.fr les indices de position sociale de l'année scolaire 2021-2022, en deux jeux de données distinctes, les écoles d'un côté et les collèges de l'autre. Ces jeux de données ne comportent pas initialement la dispersion (ou écart-type) de l'indice de position sociale (IPS) au sein de chaque établissement. Cette dispersion est maintenant fournie pour les établissements du second degré, à compter de la rentrée 2019.
En janvier 2023, le ministère publie les indices de position sociale des lycées,.

### Limites
L’IPS est fondé sur les PCS déclarées par les familles et enregistrées par les établissements. Il est soumis à une certaine marge d’erreur : ainsi, il est conseillé de ne pas surinterpréter des différences de 3 points ou moins concernant les IPS moyens des établissements.
L'IPS est un nombre qui est par nature simplificateur de la réalité et de la stratification sociale. Seul, il n'est pas un indicateur de mixité sociale mais son écart-type correspond bien à un indice d'hétérogénéité sociale. Plus l'écart-type de l'IPS est élevé, plus le profil social des élèves est diversifié.
L'IPS d'un collège est un facteur qui influe sur les résultats moyens du collège mais il ne préjuge pas de la valeur ajoutée de l'établissement. Les collèges qui ont une valeur ajoutée positive sont aussi bien représentés parmi les collèges avec un IPS plutôt faible que parmi ceux avec un IPS élevé.

## Valeurs de l'indice

### Liste des valeurs par élève
Donner toutes les valeurs de l'indice consiste à donner 1 681 valeurs car le ministère de l'Éducation nationale a établi 1 681 possibilités de couples de profession mère/père. Les valeurs affichées ci-dessous sont celles de la deuxième version de l'indice.
| Profession Mère                         | Profession Père                       | Indice de position sociale (IPS) |
| --------------------------------------- | ------------------------------------- | -------------------------------- |
| Employée de commerce                    | Policier                              | 97                               |
| Policière                               | Employé de commerce                   | 107                              |
| Ouvrière qualifiée dans l'industrie     | Technicien                            | 90                               |
| Technicienne                            | Ouvrier qualifié dans l'industrie     | 93                               |
| Ouvrière non qualifiée dans l'industrie | Ouvrier non qualifié dans l'industrie | 59                               |
| Technicienne                            | Technicien                            | 115                              |
| Professeur des écoles                   | Ingénieur                             | 175                              |
| Ingénieure                              | Professeur des écoles                 | 172                              |
| Cadre fonction publique                 | Cadre fonction publique               | 169                              |
| Cadre fonction publique                 | Ouvrier non qualifié dans l'industrie | 116                              |
| Ouvrière non qualifiée dans l'industrie | Cadre fonction publique               | 107                              |
| Agricultrice                            | Artisan                               | 94                               |
| Artisane                                | Agriculteur                           | 100                              |
| Agricultrice                            | Agriculteur                           | 102                              |
| Sans profession (-60 ans)               | Sans profession (-60 ans)             | 46                               |
| ...                                     | ...                                   | ...                              |

### IPS des collèges et des collégiens
Pour obtenir l'indice de position sociale d'un établissement scolaire français, il faut calculer la moyenne des IPS de tous les élèves de l'établissement.

#### Rentrée 2022
À la rentrée 2022, l'indice de position sociale moyen des collégiens en France était de 105. Il ne s'agit pas de l'IPS moyen des collèges mais des collégiens, ce qui est différent.
L'IPS moyen des collégiens du secteur public est de 101. Celui du secteur privé sous contrat est de 121.
L'IPS moyen des collégiens scolarisés en éducation prioritaire REP+ est de 74, et de 85 en éducation prioritaire REP.
L'IPS moyen des collégiens scolarisés dans le secteur public hors éducation prioritaire est de 106.
La quasi-totalité des collèges en REP+ et les trois quarts des collèges en REP ont un IPS inférieur à 90. Cela ne concerne que 8 % des collèges publics hors éducation prioritaire et moins de 1 % des collèges privés sous contrat.

#### Rentrée 2018
À la rentrée 2018, l'indice de position sociale moyen des collèges en France était de 103.
Un collège sur deux avait un indice de position sociale moyen supérieur à 102.
L'IPS était inférieur à 81 dans les 10 % des collèges les plus défavorisés et supérieur à 124 dans les 10 % des collèges les plus favorisés.
Le calcul de l'IPS des collèges pour la rentrée 2018 a été réalisé avec la première version de l'indice.

### IPS des lycées

#### Rentrée 2021
Pour l'année scolaire 2021-2022, la moyenne de tous les lycées généraux et technologiques est de 114, contre une moyenne de 87 pour les établissements professionnels et de 102 pour les lycées polyvalents. L'IPS moyen au niveau national tous types de lycées confondus s'établit à 103,91. L'IPS moyen des lycées publics est de 99,56 et celui des lycées privés de 112,58.

## Utilisation

### Usage interne
L'indice de position sociale (IPS) des élèves est utilisé pour étudier et décrire les populations scolaires dans les écoles, collèges et lycées.
La valeur de cet indice pour un établissement permet de savoir si les élèves sont en moyenne issus d'un milieu social plus ou moins favorable aux apprentissages.
La dispersion (ou écart-type) de l'indice de position sociale (IPS) au sein des établissements permet d'évaluer la mixité sociale des élèves accueillis.
Dans le département du Nord, l'IPS a été utilisé pour attribuer les moyens aux collèges pour la rentrée 2020,.
Le ministère a publié en janvier 2020 une note d’information préfigurant l’utilisation de l’IPS croisée avec d’autres indicateurs pour affiner la répartition des moyens.

### Disparité entre public et privé
Le quotidien Le Monde indique que les indices de position sociale des collèges confirment une « fracture sociale », le privé concentrant les élèves les plus favorisés, notamment à Paris et dans les grandes villes,. Pour La Gazette des communes, « les écoles et collèges privés sous contrat concentrent bel et bien les familles les plus aisées, et contribuent à la ségrégation scolaire » : selon Libération, les écoles et collèges privés sous contrat sélectionnent surtout des enfants venant de milieu social aisé. Ouest-France relève que sur les dix collèges les plus favorisés de Bretagne, neuf sont privés.